# Рупље
Рупље је насеље у општини Црна Трава у Јабланичком округу. По овом селу носи назив Рупска река, позната у доњем току као Козарачка река. Према попису из 2022. било је 4 становника.

## Положај и тип
У веома живописној долини Рупске реке налази се село Рупље. То проширење у виду басена има по Јовану Цвијићу (Основи за географију и геологију Старе Србије и Македоније, стр. 148) везе са меридијанским раседима који се јављају на линији Катлановачке бање до Рупља.
Централни део села уздиже се на надморској висини од 954 метара. На северозападу од тог централног дела уздиже се планина Острозуб (1.546 м), на истоку огранак Чемерника (Дел, 1.450 м) на западу према Грделичкој клисури је горостасна букова шума Качар и Зеленичје (1.152 м). Раштркана насеља Рупље као да се скривају између Острозуба, Чемерника, Дела и Качара. Кроз централни део Рупља пролази Рупско-Козарачка река. Ово је једно од најизолованијих изразито планинских села Грделичке клисуре (зове се и Рупје). Слично је и суседно Ново Село. У новије време долином Предејанске реке био је изграђен пут Предејане—Рулље. Међутим, поменута река пут је сасвим уништила.
Рупље лежи у изворишном делу Рупске или Грделичке реке. Куће овог великог села налазе се у долина и на ближим странама десно од реке. Оне се пењу високо по стрминама планине Чемерника. Само је неколико кућа у долини главне реке (махала Рупље). Становници се служе водом из многобројних потока и извора (Длибоки извор, Бел извор, Војинов кладенац, Падалиште и др.).
Топографски називи су: Стружје, Качар, Чемерник, Занога, Гувниште, Славујев Рид, Кантаровица, Стублина, Марковски рид, Раскрсје, Валог, Бела вода, Бачевиште итд.
У Рупљу су махале: Пажар, Павличина, Друсунци, Рачићина, Банковска, Острозуб, Ћосини, Јасика и Рупље. Оне су међусобом оштро издвојене и поређане од југоистока према северозападу. У том правцу село је дуго око 9 км. У свему Рупље има око 271 дом (1960).
Главни део села Рупља су махале начичкане у том кристалном басену. Најстарије данашње махале су на том земљишту. Распоред и старина појединих села која се налазе на коси између Малоделске долине и Беле Воде.
Друсунска махала је између Беле Воде и Мртве долине. Павличине је с леве стране долине Беле воде, чији је поток десна притока Рупске реке.
Махала Пажар је близу травног Преслапа (испод Чемерника). На коси планине Острозуба с десне стране Селичке реке налази се село Острозуб.
Рупље сачињавају следећи рејони и махале
а) Павличине:- Црвенковци (10к), Ђорђини (4к), Станковци (8к), Равниште (5к), Рогљанци (2к), Павловци (4к), Ридари-Долинци (4к) и Петринци (6к);
б) Рајчетине:- Падинари (4к), Градиште (2к), Ридари (2к), Занога (2к), Преслап (14к), Друсунци (18к), Чукар (81к) и Рид (2к);
в) Пажар;
г) Банковци и Ћосини (65к), Јасика (6к) и Стојмирови (9к);
д) Острозуб (60к);
ђ) Рупље (8к).

### Друсунци
Друсунци су махала или заселак села Рупље са само три становника. Налазе се на 945 м надморске висине, на обронцима планине Чемерник, испод виса Дел. Великим делом припадају старој породици Крстић, те се и данас у тој махали налазе очуване и одржаване куће, шуме, воћњаци и градине. Рупљани су се углавном одселили у Лесковац, али последњих је година све већи тренд повратка у завичај.
Друсунци као махала имају многе делове, ливаде, шуме, брегове, који вековима имају своја имена. Шуме су претежно букове, али има доста делова под брезом и боровима. Богате су печуркама, те се у сезони може узбрати шумски и ливадски вргањ, лисичарка, буковача, али и смрчак, црна труба, шумски шампињон или црвенка, јајчара, златача, и многе друге врсте јестивих гљива. Поред тога, на територији махале Друсунци расту боровница, малине, купине, дивље јагоде, као и лековито биље, дивља нана, мајчина душица, линцура, дрен, хајдучка трава.

## Прошлост
По општој традицији, пре данашњег становништва села овде је постојало неко старо србско насеље. Али становници тога насеља једном су се раселили. Говори се, да је до расељавања дошло због тога што су у томе насељу србски хајдуци побили неке Турке.
На потесу Селиште, које лежи на дну долине Рупске реке, познају се зидови од старе цркве. То место зове се Црквиште. Око њега су ливаде и воћке. По свему изгледа да је овде постојало поменуто старо насеље.
Близу напред поменутог потеса Селиште су локалитети: Турска Ливада, Турско Гробље, Самоков, Купиште и Вигње. На месту Вигње сада има доста згуре.
По садашњем становништву Рупље није старо насеље. Прво су дошла три досељеника: деда Павл, деда Банко и деда Рајко. То је било у другој половини XVIII века. Ови досељеници основали су три посебне махале: Павличинску, Бановску и Рајчићинску. После првих досељеника долазили су преци осталих сеоских родова.
Иза оснивања Рупља на његов атар и на атарима околних села Турци су развили велику експлоатацију гвоздене руде. Била су позната два самокова у Рупљу (у Павлишинској махали и у махали Рупље) и неколико самокова у околним селима. Преци неких данашњих родова углавном су долазили да раде у поменутим самоковима („радило се за по три гроша дневно"). Тако се „народ сакупио“. Рад у самоковима трајао је до 1878. г.
Административни центар Рупља је у његовој млађој и малој махали званој Рупље. Ова махала основана је при крају XIX века (пре 70 година). Тада је у њој најпре саграђена црква Св. Арханђела. Затим ту је била подигнута школа (сада осмогодишња), основана општина, отворена кафана и једна трговина.
Сеоска слава у Рупљу је на Петровдан. Свака махала има посебно гробље. Поред поменуте школе, у Рупљу постоје још две друге четворогодишње школе, по једна у Павличинској махали и у махали Острозуб.
Када је 1879. године пописан Власотиначки срез, у месту Рупљу је било следеће стање: у 177 кућа живело је 1229 душа, писмених људи није било а број пореских глава износио је 252.

## Демографија
У насељу Рупље живи 6 пунолетних становника, а просечна старост становништва износи 65.5 година (63.8 код мушкараца и 67.2 код жена). У насељу има 4 домаћинства, а просечан број чланова по домаћинству је 1.50. Један од засеока су Друсунци.
Ово насеље је у потпуности насељено Србима (према попису из 2002. године).
|  |

| Демографија | Демографија | Демографија |
| Година      | Становника  | Становника  |
| ----------- | ----------- | ----------- |
| 1948.       | 75          |             |
| 1953.       | 51          |             |
| 1961.       | 26          |             |
| 1971.       | 21          |             |
| 1981.       | 21          |             |
| 1991.       | 7           | 7           |
| 2002.       | 6           | 6           |
| 2011.       | 5           |             |
| 2022.       | 4           |             |

| Етнички састав према попису из 2002.‍ | Етнички састав према попису из 2002.‍ | Етнички састав према попису из 2002.‍ | Етнички састав према попису из 2002.‍ | Етнички састав према попису из 2002.‍ |
| ------------------------------------ | ------------------------------------ | ------------------------------------ | ------------------------------------ | ------------------------------------ |
|                                      |                                      |                                      |                                      |                                      |
| Срби                                 | Срби                                 |                                      | 6                                    | 100,0%                               |

| Година пописа     | 1948. | 1953. | 1961. | 1971. | 1981. | 1991. | 2002. |
| ----------------- | ----- | ----- | ----- | ----- | ----- | ----- | ----- |
| Број домаћинстава | 15    | 11    | 8     | 8     | 9     | 4     | 4     |

| Број чланова      | 1 | 2 | 3 | 4 | 5 | 6 | 7 | 8 | 9 | 10 и више | Просек |
| ----------------- | - | - | - | - | - | - | - | - | - | --------- | ------ |
| Број домаћинстава | 2 | 2 | 0 | 0 | 0 | 0 | 0 | 0 | 0 | 0         | 1,50   |

| Пол    | Укупно | Неожењен/Неудата | Ожењен/Удата | Удовац/Удовица | Разведен/Разведена | Непознато |
| ------ | ------ | ---------------- | ------------ | -------------- | ------------------ | --------- |
| Мушки  | 3      | 0                | 3            | 0              | 0                  | 0         |
| Женски | 3      | 0                | 2            | 1              | 0                  | 0         |
| УКУПНО | 6      | 0                | 5            | 1              | 0                  | 0         |

| Пол    | Укупно                    | Пољопривреда, лов и шумарство | Рибарство                            | Вађење руде и камена | Прерађивачка индустрија       |
| ------ | ------------------------- | ----------------------------- | ------------------------------------ | -------------------- | ----------------------------- |
| Мушки  | 0                         | 0                             | 0                                    | 0                    | 0                             |
| Женски | 0                         | 0                             | 0                                    | 0                    | 0                             |
| УКУПНО | 0                         | 0                             | 0                                    | 0                    | 0                             |
| Пол    | Производња и снабдевање   | Грађевинарство                | Трговина                             | Хотели и ресторани   | Саобраћај, складиштење и везе |
| Мушки  | 0                         | 0                             | 0                                    | 0                    | 0                             |
| Женски | 0                         | 0                             | 0                                    | 0                    | 0                             |
| УКУПНО | 0                         | 0                             | 0                                    | 0                    | 0                             |
| Пол    | Финансијско посредовање   | Некретнине                    | Државна управа и одбрана             | Образовање           | Здравствени и социјални рад   |
| Мушки  | 0                         | 0                             | 0                                    | 0                    | 0                             |
| Женски | 0                         | 0                             | 0                                    | 0                    | 0                             |
| УКУПНО | 0                         | 0                             | 0                                    | 0                    | 0                             |
| Пол    | Остале услужне активности | Приватна домаћинства          | Екстериторијалне организације и тела | Непознато            | Непознато                     |
| Мушки  | 0                         | 0                             | 0                                    | 0                    | 0                             |
| Женски | 0                         | 0                             | 0                                    | 0                    | 0                             |
| УКУПНО | 0                         | 0                             | 0                                    | 0                    | 0                             |